# Ray Elliott
Raymond "Ray" Elliott  (Belfast, 23 januari 1939 – Toronto, 1 juli 1993) was een Noord-Iers saxofonist, fluitist, vibrafonist en toetsenist, vooral bekend door zijn werk met de groep Them.

## Levensloop
Elliott groeide op in het oosten van Belfast, waar ook Van Morrison woonde. De twee kenden elkaar als buurtgenoten, maar werkten aanvankelijk niet samen. Hij deed zijn eerste podiumervaring op in The Broadway Showband en ontwikkelde zich tot een getalenteerde op jazz georiënteerde multi-instrumentalist.
Toen in de zomer van 1965 drie leden van de groep Them de band de rug toekeerden, onder wie toetsenman Peter Bardens besloot Morrison zijn oude buurtgenoot te benaderen. 
Elliott trad toe, samen met Jim Armstrong (gitaar) en John Wilson (drums), zodat samen met Morrison en de op zijn post gebleven bassist Alan Henderson het kwintet weer compleet was. Voor Van Morrison betekende de komst van Elliott de mogelijkheid om Them meer in de richting van een jazz-bluesband te ontwikkelen. In deze bezetting werd de LP Them Again opgenomen. Met name in nummers als Hey Girl en Don’t You Know is de nieuwe richting te horen.
Net als met eerdere opnamen van Them werd betwijfeld of, behalve Morrisons onmiskenbare solozang, de andere groepsleden aan de opnamen meededen. Gitarist Armstrong zei daarover later dat de vijf toenmalige leden van de band twaalf van de zestien nummers voor hun rekening hebben genomen, zonder verdere sessiemuzikanten. De andere vier songs zouden van vorige opnamesessies afkomstig zijn geweest. De fameuze intro van de Dylancover It's All Over Now, Baby Blue is waarschijnlijk door Elliott gespeeld, al zou juist dit nummer een opname van een eerdere Them-versie kunnen zijn, met Bardens nog op de toetsen.
Met Them ging Elliott op tournee. Hij speelde in het najaar van 1965 tweemaal in Parijs. Van een van die optredens is beeldmateriaal bewaard gebleven, waarop Gloria en Mystic Eyes worden gespeeld. Naast Morrison, Henderson en Elliott stonden bij die gelegenheid ook twee voormalige Themleden op het podium: oud-gitarist Billy Harrison, die de zieke Armstrong verving, en drummer Terry Noon, die aan de band was toegevoegd omdat de zeventienjarige Wilson nog geen werkvergunning in Frankrijk kon krijgen. 
Begin 1966 kregen plannen voor een Amerikaanse tournee vorm. Wilson had intussen plaatsgemaakt voor de nieuwe drummer Dave Harvey. In die bezetting werd de single Richard Cory opgenomen.
In mei en juni 1966 speelde Them in de Verenigde Staten en trad onder meer samen met Frank Zappa en The Doors op. Hoewel de tournee succesvol was, besloot Morrison na de tournee de band te verlaten. Elliott bleef samen met Henderson, Armstrong en Harvey de groep trouw, nu met zanger Kenney MacDowell. In de loop van 1968 of begin 1969 ging hij zijn eigen weg.
Na Them speelde Ray Elliott onder meer met Trader Horne, waarin ook voormalig Them-organist Jackie McAuley en vanaf 1971 met de groep Brown & O’Brien, waarmee hij het jaar daarop naar Canada emigreerde.
Hoewel hij nog jaren muziek bleef maken, hadden uitvoerig drank- en drugsgebruik hun tol geëist. Het succes bleef uit.
Ray Elliott overleed in 1993 op 54-jarige leeftijd aan een hersentumor.